# Sériole australienne
Seriola hippos
Espèce
Synonymes
- Naucratopsis excusabilis McCulloch & Whitley, 1929-30[1] [2] [3]
- Seriola gigas Günther, 1860[1] [2] [3]

Statut de conservation UICN

 LC  : Préoccupation mineure
La Sériole australienne (Seriola hippos) est un poisson pélagique de la famille des Carangidae. Comme son nom l'indique, elle  fréquente les zones côtières de l'Australie.

## Répartition
Seriola hippos se rencontre dans la moitié sud de l'Australie, autour de l'île Lord Howe et a été observé à deux reprises en Nouvelle-Zélande. Elle est présente jusqu'à 100 m de profondeur et préfère les eaux chaudes (entre 18 et 24 °C).

## Description
La taille maximale connue pour Seriola hippos est de 150 cm et un poids maximum de 53,1 kg.

## Publication originale
- (en) Günther, 1860 : Catalogue of the fishes in the British Museum. Catalogue of the acanthopterygian fishes in the collection of the British Museum. Squamipinnes, Cirrhitidae, Triglidae, Trachinidae, Sciaenidae, Polynemidae, Sphyraenidae, Trichiuridae, Scombridae, Carangidae, Xiphiidae. British Museaum, vol. 2, p. 1-548[5] (texte intégral).